# Love Somebody (Maroon 5)
Love Somebody is een nummer van de Amerikaanse poprockband Maroon 5 uit 2013. Het is de vierde en laatste single van hun vierde studioalbum Overexposed. 
Het nummer werd vooral in Noord-Amerika een hit. In de Amerikaanse Billboard Hot 100 bereikte het de 10e positie. In Nederland moest het nummer het echter met een 8e positie in de Tipparade doen, en in Vlaanderen met een 13e positie in de Tipparade.